# Yo Ho (A Pirate's Life for Me)
"Yo Ho (A Pirate's Life for Me)" (1967) is het themalied van de attractie Pirates of the Caribbean in de pretparken van Disney. Het lied speelt tevens een rol in de op deze attractie gebaseerde filmreeks.
Het originele lied werd geschreven in 1967 door George Bruns, met tekst door Xavier Atencio. De twee baseerden het lied op het lied “Dead Man’s Chest” uit Robert Louis Stevenson’s boek Schateiland. Het lied werd ook gebruikt als thema en onderwerp van Sea of thieves: A pirate’s life
Buiten de attractie en de film is het lied ook gebruikt in andere media, zoals nummers van andere artiesten. Zo gebruikte de Orange County punk band The Vandals in 1982 de melodie van het lied in hun nummer "Pirate's Life". In 1986 gebruikte zanger Jimmy Buffett de melodie in de opening van zijn single "Take it Back". Het lied zelf is een paar maal gecoverd door onder andere The Hellblinki Sextet en The Jonas Brothers.